# Comuna Seaca de Pădure, Dolj
Seaca de Pădure este o comună în județul Dolj, Oltenia, România, formată din satele Răchita de Sus, Seaca de Pădure (reședința) și Veleni.

## Demografie
Componența etnică a comunei Seaca de Pădure
     Români (86,17%)
     Alte etnii (0%)
     Necunoscută (13,83%)
Componența confesională a comunei Seaca de Pădure
     Ortodocși (85,02%)
     Alte religii (0,77%)
     Necunoscută (14,21%)
Conform recensământului efectuat în 2021, populația comunei Seaca de Pădure se ridică la 781 de locuitori, în scădere față de recensământul anterior din 2011, când fuseseră înregistrați 1.042 de locuitori. Majoritatea locuitorilor sunt români (86,17%), iar pentru 13,83% nu se cunoaște apartenența etnică. Din punct de vedere confesional, majoritatea locuitorilor sunt ortodocși (85,02%), iar pentru 14,21% nu se cunoaște apartenența confesională.

## Politică și administrație
Comuna Seaca de Pădure este administrată de un primar și un consiliu local compus din 9 consilieri. Primarul, Săndică Osiac[*], de la Partidul Social Democrat, este în funcție din 2008. Începând cu alegerile locale din 2024, consiliul local are următoarea componență pe partide politice:
|  | Partid                    | Consilieri | Componența Consiliului | Componența Consiliului | Componența Consiliului | Componența Consiliului | Componența Consiliului | Componența Consiliului | Componența Consiliului | Componența Consiliului |
|  | ------------------------- | ---------- | ---------------------- | ---------------------- | ---------------------- | ---------------------- | ---------------------- | ---------------------- | ---------------------- | ---------------------- |
|  | Partidul Social Democrat  | 8          |                        |                        |                        |                        |                        |                        |                        |                        |
|  | Partidul Național Liberal | 1          |                        |                        |                        |                        |                        |                        |                        |                        |